# Marco Polo Aguirre Chávez
Marco Polo Aguirre Chávez (Uruapan, Michoacán, 22 de diciembre de 1979) es un político mexicano, miembro del Partido Revolucionario Institucional. Ha sido diputado federal y en dos ocasiones diputado del Congreso de Michoacán.

## Reseña biográfica
Marco Polo Aguirre es licenciado en Derecho por la Universidad Michoacana de San Nicolás de Hidalgo y tiene una maestría en Derecho Fiscal por la Universidad de Guanajuato. 
Inició su actividad política en 1999 como secretario de Elecciones del comité estatal del PRI, hasta 2001. De 2002 a 2004 fue delegado administrativo de la Oficina de Regidores del municipio de Morelia, en 2005 fue jefe de departamento de Conciliación del Centro Municipal de Mediación, y de 2008 a 2011 fue director de Enlace Ciudadano del ayuntamiento de Morelia.
Entre tanto fue consejero político municipal del PRI de 2002 a 2004 y consejero político estatal de 2008 a 2011. De 2012 a 2015 fue elegido por primera ocasión diputado a la LXXII Legislatura del Congreso del Estado de Michoacán para el periodo que culminaría en 2015, año en que fue a su vez electo diputado federal a la LXIII Legislatura en representación del Distrito 8 de Michoacán. En la LXIII Legislatura fue secretario de la comisión de Cultura y Cinematografía; e integrante de las comisiones de Asuntos migratorios; de Citricultura; de Hacienda y Crédito Público; de Infraestructura; y Para el patrimonio cultural de México.
Pidió licencia al cargo de diputado a partir del 20 de febrero de 2018 para buscar ser candidato del PRI a presidente municipal de Morelia, no logrando la candidatura; sin embargo fue postulado y electo por segunda ocasión diputado al Congreso de Michoacán, ejerciendo para LXXIV Legislatura de 2018 a 2021.
En noviembre de 2022, oficialmente anunció su renuncia de la militancia del Partido Revolucionario Institucional y su salida permanente del grupo parlamentario, citando desacuerdos con el funcionamiento del partido, imposición de la dirigencia local y federal, y persecución política.